# Antonio Fassina
Antonio Fassina (26 de julio de 1945) también conocido com Tony, es un piloto de rally italiano que ha sido Campeón de Europa de Rally en 1982 y Campeón de Italia en 1976, 1979 y 1981. Consiguió además una victoria en el Campeonato del Mundo en el Rally de San Remo de 1979 con un Lancia Stratos.